# Hamilton (Missouri)
Hamilton és una població dels Estats Units a l'estat de Missouri. Segons el cens del 2000 tenia 1.813 habitants.

## Demografia
Segons el cens del 2000, Hamilton tenia 1.813 habitants, 744 habitatges, i 482 famílies. La densitat de població era de 511 habitants per km².
Dels 744 habitatges en un 32,1% hi vivien nens de menys de 18 anys, en un 49,7% hi vivien parelles casades, en un 10,9% dones solteres, i en un 35,2% no eren unitats familiars. En el 31,7% dels habitatges hi vivien persones soles el 18,7% de les quals corresponia a persones de 65 anys o més que vivien soles. El nombre mitjà de persones vivint en cada habitatge era de 2,36 i el nombre mitjà de persones que vivien en cada família era de 2,98.
Per edats la població es repartia de la següent manera: un 27% tenia menys de 18 anys, un 7,7% entre 18 i 24, un 24,2% entre 25 i 44, un 18,5% de 45 a 60 i un 22,7% 65 anys o més.
L'edat mediana era de 38 anys. Per cada 100 dones de 18 o més anys hi havia 80,6 homes.
La renda mediana per habitatge era de 25.972 $ i la renda mediana per família de 32.560 $. Els homes tenien una renda mediana de 26.250 $ mentre que les dones 17.083 $. La renda per capita de la població era de 14.484 $. Entorn del 13,4% de les famílies i el 16,1% de la població estaven per davall del llindar de pobresa.

## Poblacions més properes
El següent diagrama mostra les poblacions més properes.